# Barbu rayé
Psilopogon lineatus
Espèce
Statut de conservation UICN

 LC  : Préoccupation mineure
Le Barbu rayé (Psilopogon lineatus, anciennement Megalaima lineata) est une espèce d'oiseaux appartenant à la famille des Megalaimidae.

## Répartition
On trouve cet oiseau au nord de l'Inde, dans le sud du Népal, dans la vallée du Brahmapoutre et en Asie du Sud-Est continentale.

## Habitat
Le barbu rayé vit dans les forêts tropicales de tecks, les peuplements de pins, les parcelles en cours de régénération, les plantations et les jardins, dans les figuiers et autres arbres fruitiers.

## Description
Le barbu rayé mesure environ 30 cm et pèse entre 100 et 200 g.

## Alimentation
Le barbu rayé est frugivore.

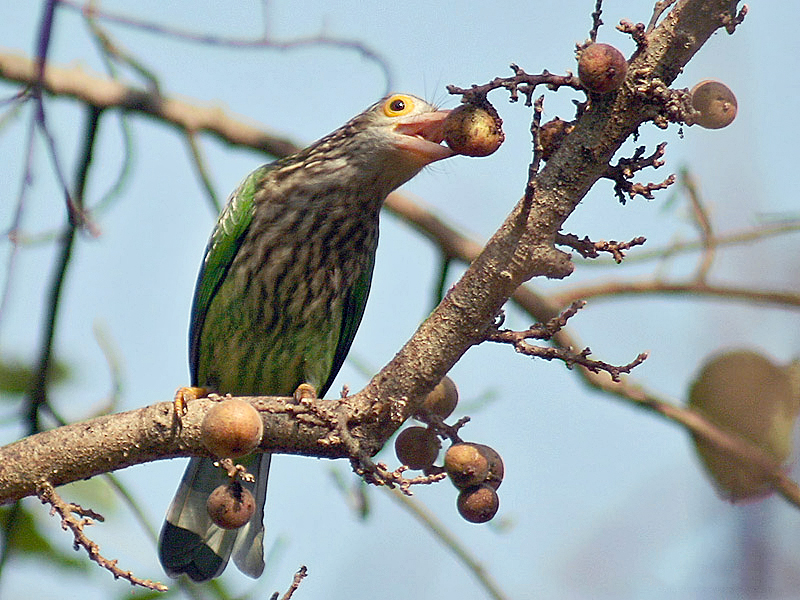
Barbu rayé mangeant une figue

Il mange des fruits dont des figues, des fruits des arbres grewia et des fraises sauvages.
Il se nourrit aussi de pétales de fleurs des arbres erythrina et bombax.
Larves d'insectes et termites font aussi partie de son menu.
Il ingurgite aussi parfois des grenouilles, de petits oisillons et des œufs.

## Nidification

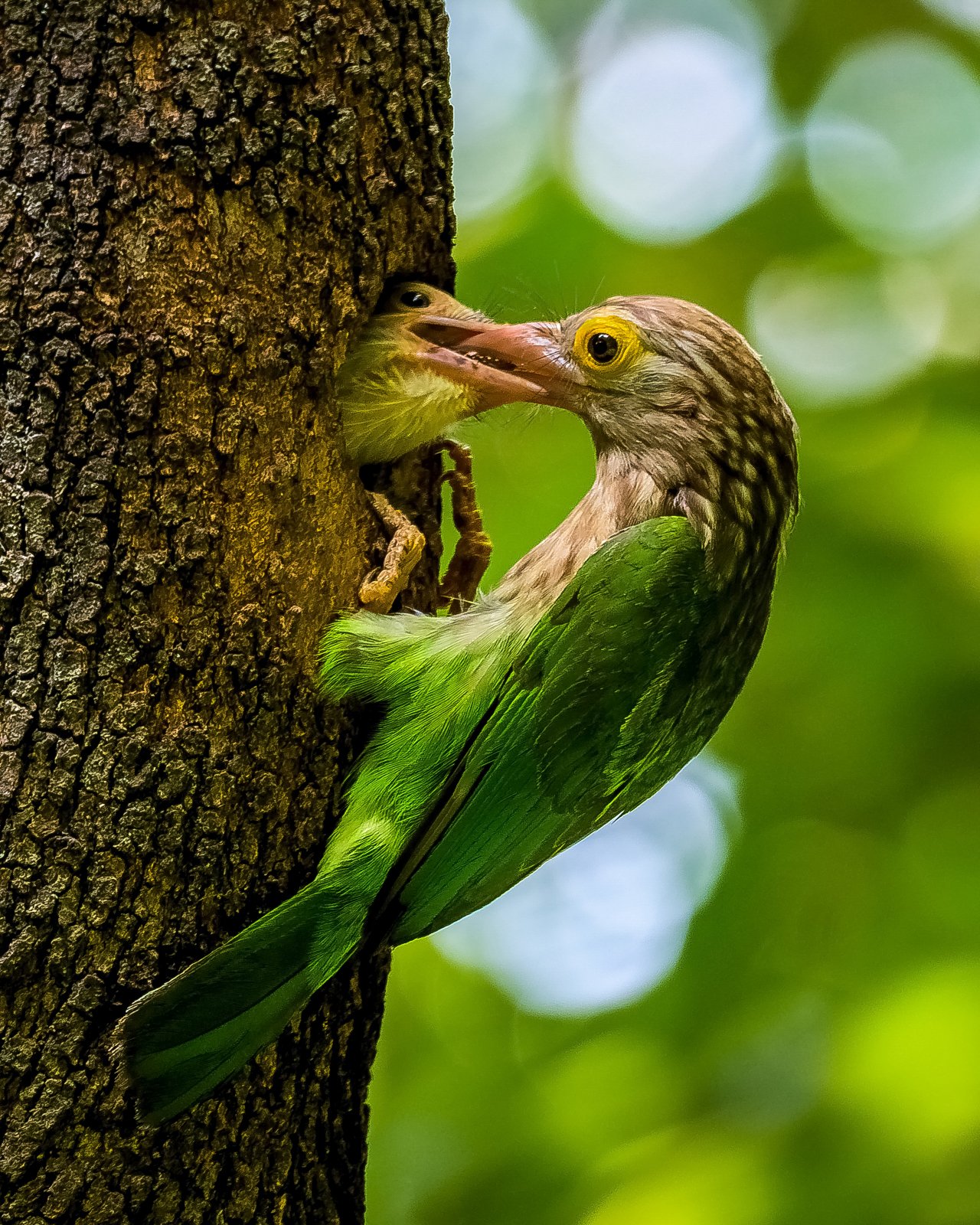
Nid

Le couple creuse ensemble une cavité dans un arbre ou une branche, voire dans un rondin ou une souche, entre 2 et 12 m au-dessus du sol. La galerie mesure environ 50 cm de profondeur. La femelle y dépose de 2 à 4 œufs